# Прва лига Југославије у кошарци 1990/91.
Прва лига Југославије у кошарци 1990/91. је било последње првенство СФРЈ у кошарци у којем су учествовали клубови из Словеније и Хрватске. Титулу је освојио ПОП 84.

## Учесници првенства

### Табела
|    | Тим           | Игр. | Поб. | Изг. | П+   | П-   | П+/- | Бод |
| -- | ------------- | ---- | ---- | ---- | ---- | ---- | ---- | --- |
| 1  | ПОП 84        | 22   | 19   | 3    | 1947 | 1679 | +268 | 41  |
| 2  | Партизан      | 22   | 18   | 4    | 2148 | 1901 | +247 | 40  |
| 3  | Цибона        | 22   | 15   | 7    | 1971 | 1853 | +118 | 37  |
| 4  | Задар         | 22   | 13   | 9    | 1924 | 1885 | +39  | 35  |
| 5  | Војводина     | 22   | 10   | 12   | 1888 | 1902 | −14  | 32  |
| 6  | ИМТ           | 22   | 10   | 12   | 1857 | 1892 | −35  | 32  |
| 7  | Олимпија      | 22   | 10   | 12   | 1944 | 1986 | +42  | 32  |
| 8  | Босна         | 22   | 8    | 14   | 1882 | 1990 | −108 | 30  |
| 9  | Црвена звезда | 22   | 8    | 14   | 1943 | 2047 | −104 | 30  |
| 10 | Будућност     | 22   | 7    | 15   | 1771 | 1943 | −172 | 29  |
| 11 | Шибенка       | 22   | 7    | 15   | 1821 | 1907 | −86  | 29  |
| 12 | Челик         | 22   | 7    | 15   | 1785 | 1930 | −145 | 29  |

Легенда:

### Плеј-оф
1. ПОП 84 - Партизан 85:74
2. Партизан - ПОП 84 91:95
3. Партизан - ПОП 84 64:86

## Разигравање за титулу (Плеј-оф)
|  | Полуфинале       | Полуфинале |                     |   | Финале | Финале |
|  |                  |            |                     |   |        |        |
|  | 6, 9 и 12. април |            |                     |   |        |        |
|  |                  |            |                     |   |        |        |
|  | ПОП 84           | 2          |                     |   |        |        |
|  | ПОП 84           | 2          | 24, 27. и 28. април |   |        |        |
|  | Задар            | 1          |                     |   |        |        |
|  | Задар            | 1          | ПОП 84              | 3 |        |        |
|  | 7, 9 и 12. април |            | ПОП 84              | 3 |        |        |
|  |                  | Партизан   | 0                   |   |        |        |
|  | Партизан         | Партизан   | 0                   | 2 |        |        |
|  | Партизан         |            |                     | 2 |        |        |
|  | Цибона           | 1          |                     |   |        |        |
|  | Цибона           | 1          |                     |   |        |        |

## Састави екипа
| Екипа         | Играчи | Тренер              |
| ------------- | --- | ------------------- |
| ПОП 84        | Зоран Сретеновић, Велимир Перасовић, Лука Павићевић, Тони Кукоч, Еди Вулић, Тео Чизмић, Петар Наумоски, Жан Табак, Велибор Радовић, Зоран Савић, Пашко Томић, Арамис Наглић                                                                    | Жељко Павличевић    |
| Партизан      | Жељко Обрадовић, Предраг Даниловић, Никола Лончар, Игор Михајловски, Миладин Мутавџић, Слободан Шљиванчанин, Марко Ивановић, Мирослав Пецарски, Зоран Стевановић, Оливер Поповић, Жарко Паспаљ, Иво Накић, Мирослав Берић, Александар Ђорђевић | Душко Вујошевић     |
| Цибона        | Иван Сунара, Здравко Радуловић, Вељко Мршић, Зоран Чутура, Владан Алановић, Данко Цвјетичанин, Андро Кнего, Џевад Алихоџић, Бојан Лапов, Небојша Разић, Фрањо Араповић                                                                         | Александар Петровић |
| Задар         | Дамир Пахлић, Денис Мујагић, Петар Поповић, Дејан Бодирога, Свен Ушић, Стипе Шарлија, Драженко Блажевић, Синиша Келечевић, Александар Трифуновић, Аријан Комазец, Ивица Обад, Звонимир Ридл                                                    | Славко Трнинић      |
| Војводина     | Златко Болић, Драгиша Шарић, Миодраг Марић, Слободан Јанковић, Ненад Грмуша, Миленко Савовић, Миодраг Лопичић, Никола Лазић, Александар Сурила, Милан Шаршански                                                                                | Јован Малешевић     |
| ИМТ           | Владимир Драгутиновић, Саша Костић, Зоран Кречковић, Љубисав Луковић, Милан Маглица, Дејан Лакићевић, Александар Иванић, Слободан Каличанин, Саша Перић, Славиша Копривица, Раде Милутиновић, Сава Стефановић,                                 | Рајко Тороман       |
| Олимпија      | Драган Томовић, Алојзиј Шишко, Јуре Здовц, Примож Бачар, Живко Бадим, Душан Хауптман, Марјан Краљевић, Ненад Трунић, Радисав Ћурчић, Славко Котник, Жарко Ђуришић                                                                              | Змаго Сагадин       |
| Босна         | Ненад Марковић, Гордан Фирић, Бојан Тадић, Самир Мујановић, Сејо Буква, Марио Приморац, Самир Авдић, Емир Халимић, Адис Бећирагић, Сабахудин Билаловић, Мирољуб Митровић                                                                       | Драшко Продановић   |
| Црвена звезда | Срђан Дабић, Небојша Илић, Слободан Николић, Душан Стевић, Немања Петровић, Зоран Јовановић, Растко Цветковић, Саша Обрадовић, Небојша Букумировић, Млађан Шилобад, Драган Тарлаћ, Дражен Далипагић, Васић, Јоксимовић, Симић,                 | Зоран Славнић       |
| Будућност     | Никола Антић, Горан Бојанић, Веселин Шћепановић, Јосип Ловринић, Гаврило Пајовић, Зоран Вујичић, Драган Вукчевић, Стеван Пековић, Никола Булатовић, Александар Ивановић, Никола Милатовић, Саша Радуновић                                      | Миодраг Балетић     |
| Шибенка       | Миро Јурић, Ивица Гулин, Ивица Журић, Ивица Ђурић, Петар Малеш, Јадран Поповић, Франко Накић, Зоран Калпић, Дамир Покрајац, Предраг Шарић, Ненад Славица, Иван Калпов                                                                          | Младен Шестан       |
| Челик         | Жељко Љољо, Ивица Марић, Слободан Бенић, Саша Бајовић, Бранислав Џунић, Мирсад Дубе, Адмир Џевлан, Драган Крчмар, Менсур Бајрамовић, Јакуб Гењац, Синиша Меденица, Сањин Калајица                                                              | Чедомир Ђурашковић  |